# Kytö
L'île Kytö est une île du golfe de Finlande située dans le quartier Suvisaaristo à Espoo en Finlande.

## Géographie
Située au Sud de Espoo et de Suvisaaristo, elle est entièrement boisée. 

## Histoire
Elle a été utilisée d'abord par l'armée russe de 1914 à 1918, puis par les forces armées finlandaises comme terrain d'entrainement. Elles l'ont abandonnée au début des années 2000. Il reste de ces infrastructures une tour de contrôle, deux canons côtiers et quelques bâtiments. 
Elle est aujourd'hui propriété privée depuis une décision prise en 2005. 

## Galerie

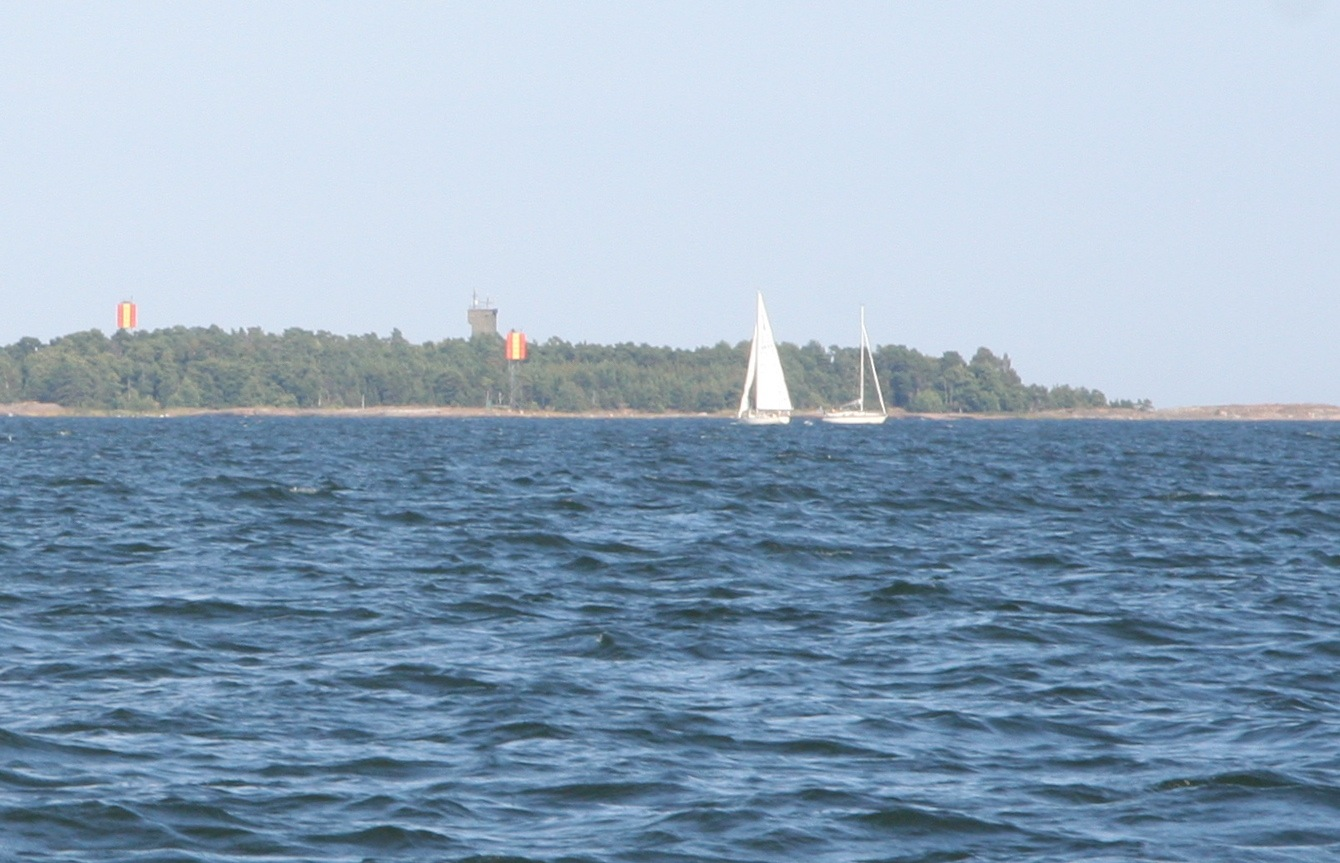
Vue de l'île
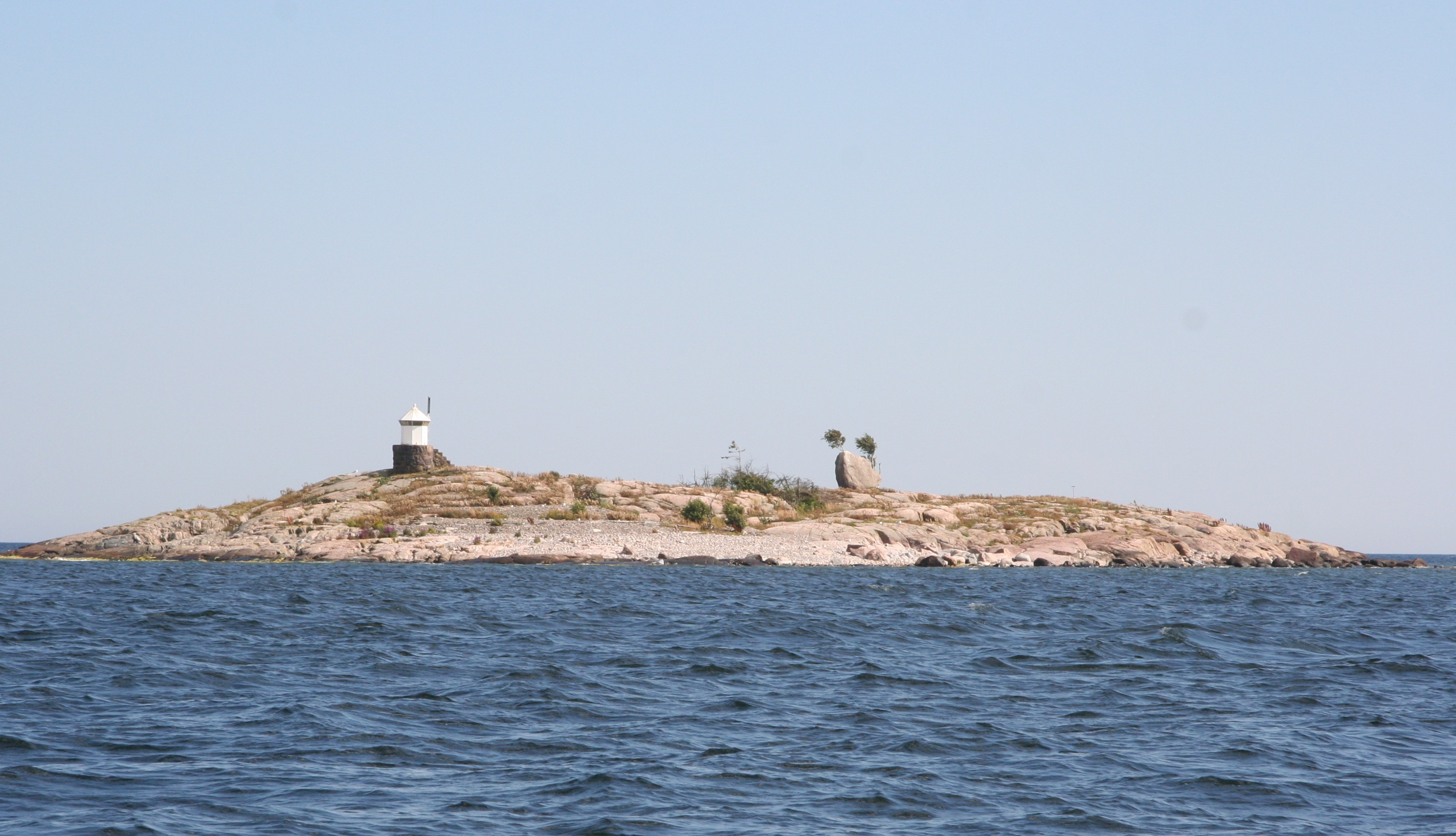
Côte nord de l'île